# Patrimoni dell'umanità dell'Argentina
I patrimoni dell'umanità dell'Argentina sono i siti dichiarati dall'UNESCO come patrimonio dell'umanità in Argentina, che è divenuta parte contraente della Convenzione sul patrimonio dell'umanità il 23 agosto 1978.
Al 2023 i siti iscritti nella Lista dei patrimoni dell'umanità sono dodici, mentre nove sono le candidature per nuove iscrizioni. Il primo sito iscritto nella lista è stato nel 1981 il Parco nazionale Los Glaciares, durante la quinta sessione del comitato del patrimonio mondiale. Gli altri siti furono aggiunti nel 1984 (due), 1999 (due), 2000 (due), 2003, 2014, 2016, 2017 e 2023. Sette siti sono considerati culturali, secondo i criteri di selezione, e cinque naturali; tre sono parte di siti transnazionali.

## Siti del Patrimonio mondiale
| Foto | Sito | Luogo                                                                                              | Tipo                              | Anno | Descrizione |
| ---- | --- | -------------------------------------------------------------------------------------------------- | --------------------------------- | ---- | --- |
|      | Parco nazionale Los Glaciares | Dipartimento di Lago Argentino                                                                     | Naturale (145; vii, viii)         | 1981 | Il Parco nazionale Los Glaciares è un'area di eccezionale bellezza naturale, con montagne aspre e imponenti e numerosi laghi glaciali, tra cui il Lago Argentino, lungo 160 km. Alla sua estremità più occidentale, tre ghiacciai si incontrano per scaricare i loro flussi nell'acqua glaciale grigio latte, dove crollano enormi iceberg con spruzzi fragorosi. |
|      | Missioni gesuite dei Guaraní: San Ignacio Miní, Santa Ana, Nuestra Señora de Loreto e Santa Maria la Mayor (Argentina), Rovine di São Miguel das Missões (Brasile) | Loreto, San Ignacio, Santa Ana, Santa María (un'altra è in Brasile)                                | Culturale (275; iv)               | 1984 | Le rovine di São Miguel das Missões in Brasile, e quelle di San Ignacio Miní, Santa Ana, Nuestra Señora de Loreto e Santa María la Mayor in Argentina, si trovano nel cuore di una foresta tropicale. Sono gli imponenti resti di cinque missioni gesuitiche, costruite nella terra dei Guaraní durante i secoli XVII e XVIII. Ognuna è caratterizzata da una specifica planimetria e da un diverso stato di conservazione. |
|      | Parco nazionale dell'Iguazú | Dipartimento di Iguazú                                                                             | Naturale (303; vii, x)            | 1984 | La cascata semicircolare al centro di questo sito è alta circa 80 m e ha un diametro di 2 700 m ed è situata su una linea basaltica che attraversa il confine tra l'Argentina e il Brasile. Costituita da numerosi salti che producono enormi spruzzi d'acqua, è una delle cascate più spettacolari del mondo. La circostante foresta pluviale subtropicale ospita oltre 2000 specie di piante vascolari e ospita la fauna selvatica tipica della regione: tapiri, formichieri giganti, scimmie urlatrici, ocelotti, giaguari e caimani. |
|      | Cueva de las Manos, Río Pinturas | Perito Moreno                                                                                      | Culturale (936; iii)              | 1999 | La Cueva de las Manos, Río Pinturas, contiene un eccezionale assemblaggio di arte rupestre, eseguito tra 13 000 e 9 500 anni fa. Prende il nome ("Grotta delle Mani") dai contorni stampigliati di mani umane nella grotta, ma ci sono anche molte raffigurazioni di animali, come guanachi (Lama guanicoe), ancora comunemente presenti nella regione, così come scene di caccia. Gli autori dei dipinti potrebbero essere stati gli antenati delle storiche comunità di cacciatori-raccoglitori della Patagonia trovate dai coloni europei nel XIX secolo. |
|      | Penisola di Valdés | Puerto Pirámides                                                                                   | Naturale (937; x)                 | 1999 | La penisola di Valdés in Patagonia è un sito di importanza mondiale per la conservazione dei mammiferi marini. Ospita un'importante popolazione riproduttiva della balena franca australe in via di estinzione, nonché importanti popolazioni riproduttive di elefanti marini meridionali e leoni marini meridionali. Le orche in questa zona hanno sviluppato una strategia di caccia unica per adattarsi alle condizioni costiere locali. |
|      | Parchi naturali Ischigualasto/Talampaya | Dipartimento di Coronel Felipe Varela, Dipartimento di Independencia, Dipartimento di Valle Fértil | Naturale (966; viii)              | 2000 | Questi due parchi contigui, che si estendono su 275 300 ettari nella regione desertica al confine occidentale delle Sierras Pampeanas, contengono la documentazione fossile continentale più completa conosciuta del periodo Triassico (245-208 milioni di anni fa). Sei formazioni geologiche nei parchi contengono fossili di una vasta gamma di antenati di mammiferi, dinosauri e piante che rivelano l'evoluzione dei vertebrati e la natura dei paleoambienti nel periodo Triassico. |
|      | Blocco Gesuita e Estancias di Córdoba | Alta Gracia, Colonia Caroya, Córdoba, Cruz de Caña, Jesús María, Pedanía Río Pinto                 | Culturale (995; ii, iv)           | 2000 | Il Blocco Gesuita a Córdoba, cuore dell'ex Provincia dei Gesuiti del Paraguay, contiene gli edifici centrali del sistema dei Gesuiti: l'università, la chiesa e la residenza della Compagnia di Gesù e il collegio. Insieme alle cinque estancias, o poderi agricoli, contengono edifici religiosi e laici, che illustrano l'esperienza religiosa, sociale ed economica unica al mondo portata avanti per un periodo di oltre 150 anni nei secoli XVII e XVIII. |
|      | Quebrada de Humahuaca | Dipartimento di Humahuaca, Dipartimento di Tilcara, Dipartimento di Tumbaya                        | Culturale (1116; ii, iv, v)       | 2003 | Quebrada de Humahuaca segue la linea di un importante itinerario culturale, il Camino Inca, lungo la spettacolare valle del Río Grande, dalla sua sorgente nel freddo altopiano desertico delle terre alte andine fino alla sua confluenza con il Río Leone a circa 150 km a sud. La valle mostra prove sostanziali del suo utilizzo come importante rotta commerciale negli ultimi 10 000 anni. Presenta tracce visibili delle comunità preistoriche di cacciatori-raccoglitori, dell'Impero Inca (XV-XVI secolo) e della lotta per l'indipendenza nel XIX e XX secolo. |
|      | Qhapaq Ñan, sistema stradale andino | 13 siti (altri 124 sono in Bolivia, Cile, Colombia, Ecuador, Perù)                                 | Culturale (1459; ii, iii, iv, vi) | 2014 | Questo sito è una vasta rete di strade per le comunicazioni, il commercio e la difesa che coprono 30 000 km. Costruita dagli Inca nel corso di diversi secoli e in parte basata su infrastrutture preincaiche, questa straordinaria rete attraverso uno dei terreni geografici più estremi del mondo collegava le cime innevate delle Ande (a un'altitudine di oltre 6 000 m) alla costa, attraversando calde foreste pluviali, fertili vallate e deserti. Raggiunse la sua massima espansione nel XV secolo. Il Qhapaq Ñan comprende 137 componenti distribuiti su oltre 6 000 km che sono stati selezionati per evidenziare i risultati sociali, politici, architettonici e ingegneristici della rete, insieme alle relative infrastrutture per il commercio, l'alloggio e lo stoccaggio, nonché siti di importanza religiosa. |
|      | L'opera architettonica di Le Corbusier, un contributo eccezionale al Movimento Moderno                                                                             | La Plata (altri 16 sono in Belgio, Francia, Germania, Giappone, India e Svizzera)                  | Culturale (1321; i, ii, vi)       | 2016 | Scelti dall'opera di Le Corbusier, i 17 siti che compongono questa proprietà seriale transnazionale sono distribuiti in sette paesi e sono una testimonianza dell'invenzione di un nuovo linguaggio architettonico che ha rotto con il passato. Furono costruiti nell'arco di mezzo secolo, nel corso di quella che Le Corbusier definì "ricerca paziente" e riflettono le soluzioni che il Movimento Moderno ha cercato di applicare durante il XX secolo alle sfide di inventare nuove tecniche architettoniche per rispondere ai bisogni della società. Questi capolavori di genio creativo attestano anche l'internazionalizzazione della pratica architettonica in tutto il pianeta. Il sito argentino della serie è la Casa Curutchet a La Plata.                                                                          |
|      | Parco nazionale Los Alerces | Dipartimento di Futaleufú                                                                          | Naturale (1526; vii, x)           | 2017 | Il Parco nazionale Los Alerces si trova nelle Ande della Patagonia settentrionale e il suo confine occidentale coincide con il confine cileno. Le successive glaciazioni hanno modellato il paesaggio della regione creando caratteristiche spettacolari come morene, circhi glaciali e laghi dalle acque limpide. La vegetazione è dominata da fitte foreste temperate, che lasciano il posto a prati alpini più in alto sotto le cime rocciose. Un tratto fortemente distintivo ed emblematico è il suo bosco di alerce, la seconda specie di albero vivente più longeva al mondo (> 3600 anni). Il sito è vitale per la protezione di alcune delle ultime porzioni di foresta patagonica continua in uno stato quasi incontaminato ed è l'habitat di numerose specie endemiche e minacciate di flora e fauna.                 |
|      | Museo del sito di memoria dell'ESMA - ex-centro clandestino di detenzione, tortura e sterminio                                                                     | Buenos Aires                                                                                       | Culturale (1681; vi)              | 2023 | Questo sito si trova all'interno del complesso dell'ex Scuola di Meccanica della Marina di Buenos Aires, negli ex alloggi degli ufficiali. Questo era il principale centro di detenzione segreto della Marina argentina durante la dittatura civile-militare del 1976-1983. Nell'ambito di una strategia nazionale volta a distruggere l'opposizione armata e nonviolenta al regime militare, l'edificio degli alloggi degli ufficiali presso l'ESMA (Escuela Superior de Mecánica de la Armada) è stato utilizzato per tenere prigionieri gli oppositori che erano stati rapiti a Buenos Aires e per interrogarli, torturarli e alla fine uccidendoli. |

## Siti candidati
| Foto | Sito | Luogo                                                                   | Tipo                                 | Anno       | Descrizione |
| ---- | --- | ----------------------------------------------------------------------- | ------------------------------------ | ---------- | --- |
|      | Valle Calchaquí                                                                                          | Provincia di Catamarca, Provincia di Salta, Provincia di Tucumán        | Culturale (1582; ii, iii, iv, v, vi) | 15/11/2001 | La Valle Calchaqui forma una stretta striscia nord-sud di 250 km lungo il fiume Calchaquí, tra le unità strutturali di La Puna e la catena montuosa orientale. Un gruppo di valli e gole secondarie, sia longitudinali che trasversali, costituiscono il sistema tributario del fiume Calchaquí. La gola di Las Conchas è, a sua volta, una profonda valle fluviale lunga 75 km, che si estende dalla città di Alemanía fino alla confluenza dei fiumi Calchaquí e Santa María. |
|      | Parco nazionale Sierra de las Quijadas                                                                   | Dipartimento di Ayacucho, Dipartimento di Belgrano                      | Naturale (2021; vii, viii, ix)       | 24/02/2005 | La Sierra de las Quijadas fa parte della catena delle Serranias Occidentales, che si estende in direzione NNW-SSE per oltre 300 km, in affioramenti discontinui. Questa catena presenta una sequenza di rocce sedimentarie del tipo a letto rosso lunga diverse centinaia di metri, che comprende diverse unità geologiche di origine continentale. Nell'insieme, queste unità formano una colonna stratigrafica esposta del Mesozoico molto significativa. Dal punto di vista paleoambientale, queste unità rappresentano un'ampia gamma di ambienti continentali, comprendente depositi di frana, alluvionali-fluviali, eolici e lacustri. |
|      | La Payunia, campi vulcanici di Llancanelo e Payún Matrú                                                  | Dipartimento di Malargüe                                                | Naturale (5615; vii, viii)           | 18/04/2011 | Il sito candidato copre un'area di circa 8 000 km² e ha tutti gli elementi necessari per esprimere il suo eccezionale valore universale, essendo l'area più rappresentativa dei campi vulcanici di Llancanelo e Payún Matru, contenenti tutte le varietà di morfologie vulcaniche in questo vasto distretto di 36 000 km² ed essendo l'unico luogo dove si concentrano le eruzioni più giovani, di meno di diecimila anni. |
|      | Riserva geologica, paleontologica e archeologica provinciale di Pehuen Có-Monte Hermoso                  | Partido di Coronel de Marina Leonardo Rosales, Partido di Monte Hermoso | Misto (5615; iii, v, vi, viii, ix)   | 17/01/2014 | La Riserva naturale provinciale di Pehuen Có-Monte Hermoso si estende su una superficie di circa 16,2 km² lungo le spiagge, con un asse orientato est-ovest, in un ambiente costiero-marino molto particolare e ben conservato. In questo luogo si conserva, in una sezione scavata dall'incursione marina dell'Olocene, una documentazione geologica, paleontologica e archeologica di carattere eccezionale. In un'estensione di circa 25 km, diverse formazioni sedimentarie, la cui età decresce da ovest verso est, ci forniscono informazioni dettagliate sulla storia della vita e sui cambiamenti del paesaggio negli ultimi 5 milioni di anni.                                                                                          |
|      | Moisés Ville                                                                                             | Moisés Ville                                                            | Culturale (6066; ii, iii, vi)        | 29/06/2015 | In quanto centro urbano di un insediamento rurale ebraico, Moisés Ville è una testimonianza eccezionale dei processi di emigrazione di comunità perseguitate nelle loro regioni di residenza e che cercavano in altri paesi la possibilità di vivere in libertà, con il diritto di esercitare la loro religione e di preservarne la lingua e le tradizioni culturali. Il villaggio è una testimonianza eccezionale del lavoro sviluppato nel corso di diversi decenni dalla Jewish Colonization Association, una società filantropica che cercava una risposta alle persecuzioni delle comunità ebraiche dell'Europa orientale attraverso la loro emigrazione organizzata in altre regioni, tra cui il Sudamerica, e in particolare l'Argentina. |
|      | Città di Tigre e le sue società di canottaggio                                                           | Tigre                                                                   | Culturale (6288; ii, iii)            | 08/06/2017 | L'area urbana della città di Tigre accanto ai fiumi Tigre, Luján e Reconquista costituisce una testimonianza eccezionale di un insediamento urbano fluviale e con una vocazione turistica e sportiva. Le condizioni dell'ambiente naturale e le circostanze storiche che ne hanno determinato lo sviluppo urbano hanno portato ad una tipologia insediativa atipica nel contesto regionale. L'arrivo della ferrovia, e successivamente la costituzione di circoli remieri tra la fine del XIX secolo e l'inizio del XX, hanno fatto di Tigre uno dei primi centri turistici dell'Argentina e uno dei principali siti, su scala mondiale, per la pratica del canottaggio.                                                                         |
|      | Buenos Aires – La Plata: due capitali della cultura della modernità, dell'eclettismo e dell'immigrazione | Buenos Aires, La Plata                                                  | Culturale (6296; ii, iv)             | 31/01/2018 | Il conglomerato patrimoniale della fine del XIX e dell'inizio del XX secolo delle città di Buenos Aires e La Plata è rappresentativo della costruzione del sistema integrato e monumentale di due capitali, una nazionale e l'altra provinciale. Esse sono associate nella rappresentazione dei valori repubblicani, ma anche positivisti e liberali, con l'accordo dei loro due governi. La loro materializzazione è stata generata dal contributo della modernità, dell'eclettismo e dell'immigrazione; una combinazione senza limiti con un'aspirazione all'eccellenza, non vista in nessun'altra città contemporanea. |
|      | Cueva de las Manos e siti associati del bacino del fiume Pinturas                                        | Perito Moreno                                                           | Culturale (6297; iii)                | 31/01/2018 | Gli studi e le ricerche condotte negli ultimi anni presso il bacino del fiume Pinturas hanno individuato oltre settanta siti archeologici di usi e funzioni diverse che facevano parte di un sistema culturale sviluppatosi nel corso dei millenni. Questa geografia culturale mostra che queste società originarie vivevano in un'area estesa non solo nelle immediate vicinanze della Cueva de las Manos, ma su tutto il bacino del Río Pinturas e la sua influenza raggiunse i piedi delle Ande. |
|      | Itinerari sanmartiniani                                                                                  | Provincia di La Rioja, Provincia di Mendoza, Provincia di San Juan      | Misto (6384; vi, vii, viii, ix, x)   | 01/02/2019 | Il sito costituisce lo scenario maestoso di una spedizione liberatrice che ha avuto un grande significato storico e ha avuto un impatto sulla cultura di più di un paese. Si compone di sei passi delle Ande attraverso i quali l'Esercito delle Ande (5 423 uomini, 9 280 muli, 1 500 cavalli e 18 pezzi d'artiglieria) passò dall'Argentina al Cile nel 1817 per liberare quel territorio che era in possesso della corona spagnola assolutista dell'epoca. Oltre al luogo di raduno dell'esercito a El Plumerillo, il sito seriale comprende i passi del Planchón, del Portillo, di Uspallata, de Los Patos, de Guana e de Come-Caballos. |